# Volksschule Geidorf
Die Volksschule Geidorf befindet sich im Nordosten von Graz und ist die einzige Volksschule des gleichnamigen Bezirks. Als Besonderheit wird in der Schule seit 2007 eine bilinguale kroatisch-deutsche Klasse geführt.

## Geschichte

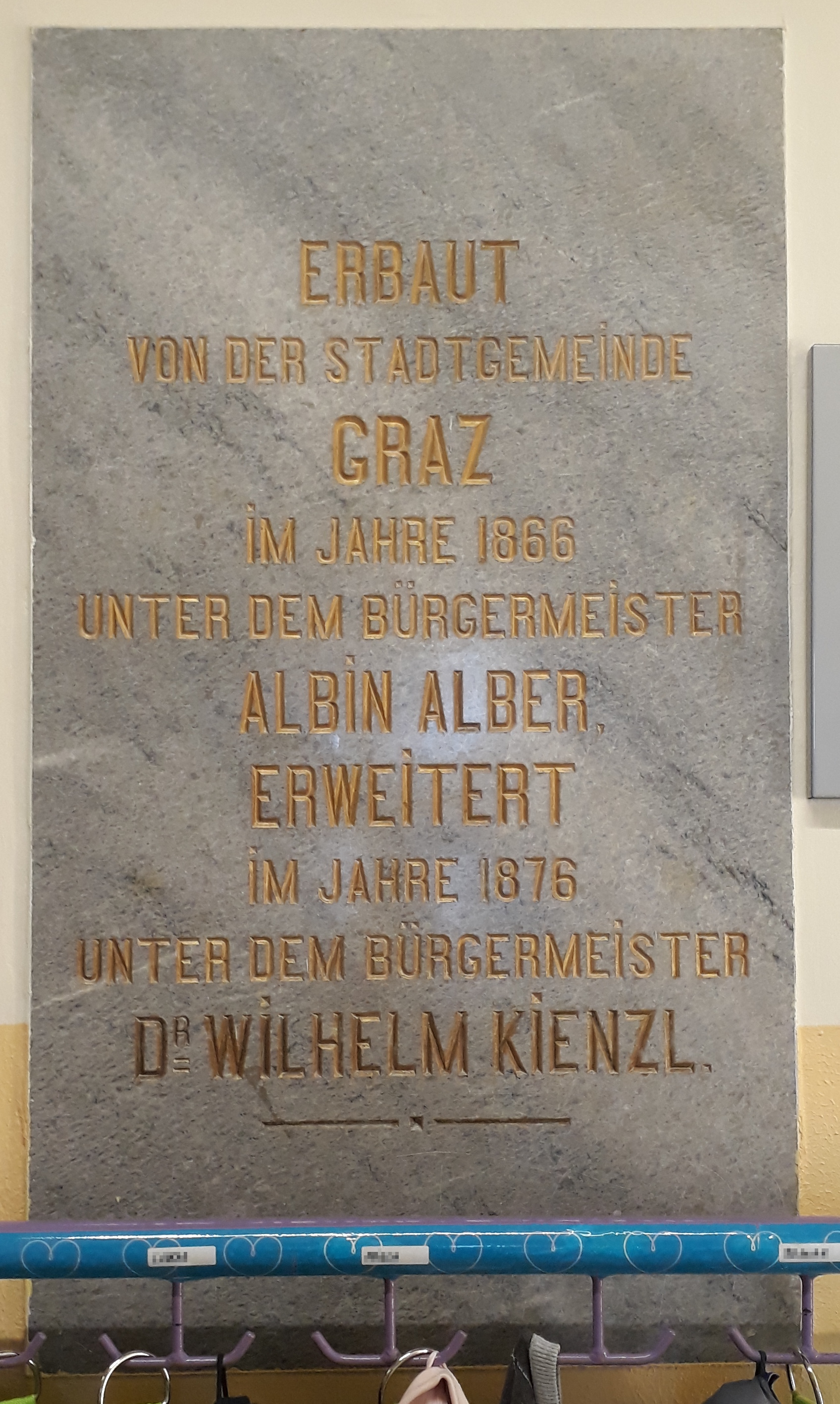
Gedenktafel über die Erbauung und Erweiterung der Schule

Das Gebäude in der Muchargasse 23 wurde 1866 erbaut und 1876 erweitert. Diese Daten sind auf einer Gedenktafel im Eingangsbereich der Volksschule festgehalten.
Bis zur Zusammenlegung mit der Volksschule Graben trug sie den Namen Volksschule Muchar.

## Pädagogisches Angebot
Die Schule besteht aus 13 Klassen und bietet für die Kinder eine Nachmittagsbetreuung an. Seit 2012 wird pro Jahrgang eine Klasse als verschränkte Ganztagesform geführt. Eine weitere Klasse wird bilingual kroatisch-deutsch geführt. Als zusätzliches Angebot für Freizeitstunden werden externe Vortragende aus den Bereichen Sport, Musik und Theater eingeladen.
An der Schule nehmen auch Studierende der Pädagogischen Hochschule Steiermark und der Kirchlichen Pädagogischen Hochschule Graz am Unterricht teil und erleben dadurch authentische Schulpraxis.

## Lage
Das Gebäude der Volksschule Geidorf befindet sich in der Muchargasse, an der Nordseite des Grazer Schlossbergs. Aufgrund der zentralen innerstädtischen Lage und des Anschlusses an die Straßenbahnen Linie 4 und 5 an der Station "Lange Gasse" ist die Schule gut zu erreichen.